# Services spéciaux, division K
Pour plus de détails, voir Fiche technique et Distribution.
Services spéciaux, division K (Assignment K) est un film d'espionnage britannique réalisé par Val Guest et sorti en 1968.

## Synopsis
Sous couvert de sa fonction de directeur d’une société britannique de jouets, Philip Scott cache ses activités de chef d’une unité d'espionnage au service de Sa Majesté. Des agents ennemis enlèvent sa fiancée, une fille de famille richissime, afin de l’échanger contre certaines informations.

## Fiche technique
- Titre : Services spéciaux, division K
- Titre original : Assignment K
- Réalisation : Val Guest
- Scénario : Val Guest, Maurice Foster et Bill Strutton d’après le roman d’Hartley Howard, Department K
- Musique : Basil Kirchin, John A. Coleman
- Directeur de la photographie : Ken Hodges
- Décors : John Blezard
- Costumes : Yvonne Blake
- Montage : Jack Slade
- Pays d'origine :  Royaume-Uni
- Année de tournage : 1967
- Langue de tournage : anglais
- Producteurs : Ben Arbeid, Maurice Foster
- Sociétés de production : Gildor Productions, Mazurka Productions Ltd.
- Société de distribution : Columbia Pictures
- Format : couleur par Technicolor — 2.35:1 Techniscope — son monophonique — 35 mm
- Genre : film d'espionnage, action
- Durée : 97 min
- Dates de sortie :
- 24 janvier 1968 France
  - 25 avril 1968  Suède
  - juin 1968  États-Unis
- Affiche : Michel Landi (France)

## Distribution
- Stephen Boyd (VF : Jean-Claude Michel) : Philip Scott
- Michael Redgrave (VF : Roger Tréville) : Harris
- Camilla Sparv (VF : Nadine Alari) : Toni Peters
- Leo McKern (VF : Yves Brainville) : Smith
- Jeremy Kemp : Hal
- Robert Hoffmann : Paul Spiegler
- Carl Möhner : Inspecteur
- Jane Merrow : Martine
- Geoffrey Bayldon : Chercheur